# Seznam slovenskih sodobnih umetnikov
Seznam slovenskih sodobnih umetnikov in umetnic.

## A
Dan Adlešič - Zemira Alajbegović - Igor Andjelić - Aphra Tesla - Miha Artnak? - Nika Autor - Kaja Avberšek?

## B
Jaka Babnik - Karmen Bajec? - Jože Barši - Martina Bastarda - Marko Batista - Boris Beja - Urban Belina - Boris Benčič - Lavoslava Benčič - Nataša Berk? - Uršula Berlot - Viktor Bernik - Goran Bertok - Narvika Bovcon - Martin Bricelj Baraga - Dušan Bučar - Vesna Bukovec -

## C
Aljaž Celarc - Lada Cerar - Jasmina Cibic

## Č
Boštjan Čadež-"FŠK" - Ksenija Čerče - Ana Čigon - Andrej Brumen Čop - Vuk Ćosić -

## D
Luka Dekleva - Jon Derganc - Stefan Doepner? - Doroteja Dolinšek - Ana Nuša Dragan - Srečo Dragan - Andreja Džakušič -

## F
Dušan Fišer - Vadim Fiškin - Luka Frelih - Tomaž Furlan

## G
Davide Grassi - Tomaž Gregorič - Ana Grobler - Nataša Gregorič Nabhas - Aleksandra Saška Gruden

## H
Dejan Habicht - Emil Hrvatin ?

## J
Janez Janša (psevdonim 3-h umetnikov: Emil Hrvatin, Davide Grassi, Žiga Kariž) - Lea Jazbec - Maša Jazbec

## K
Žiga Kariž - Mateja Kavčič - Božo Kemperle - Samira Kentrić - Tom Kerševan - Kiki Klimt - Miha Knific - Tina Kolenik - Nejc Koradin - Neven Korda - Milena Kosec - Marko Košnik - Marko A. Kovačič - Nina Koželj - Damijan Kracina - Miha Kralj (*1968) - Katarina Toman Kracina -  Klara Kracina - Darij Kreuh - Gorazd Krnc - Ema Kugler -

## L
Gani Lalloshi - Tanja Lažetić - Vladimir Leben - Zmago Lenardič - Boštjan Leskovšek (*1965) - Maja Licul - Polonca Lovšin -

## M
Simon Macuh - Matej Marinček - Meta Mežan?

## N
Lela B. Njatin - Boštjan Novak & Nika Oblak

## O
Katja Oblak - Mateja Ocepek - Mojca Osojnik - Alen Ožbolt (& Janez Jordan) 

## P
Marko Peljhan - Vesna Petrešin - Eva Petrič - Špela Petrič - Oliver Pilić - Alenka Pirman - Jani Pirnat - Luka Piškorič? - Tadej Pogačar - Borut Popenko - Marjetica Potrč - Mark Požlep - Adrijan Praznik - Arjan Pregl - Luka Prinčič - Nataša Prosenc Stearns - Marija Mojca Pungerčar - Franci Purg - Tobias Putrih -

## R
Saška Rakef - Janja Rakuš - Živa Božičnik Rebec - Jan Rozman? - Rene Rusjan -

## S
Eva Sajovic? - Borut Savski - Sašo Sedlaček - Zvonka T. Simčič - Maja Smrekar - Franc Solina - Mladen Stropnik - Lana Stvarnik

## Š
Robertina Šebjanič - Andrej Škufca - Anja Anamarija Šmajdek - Aina Šmid - Nika Špan - Bojan Štokelj - Igor Štromajer - Miha Štrukelj - Apolonija Šušteršič - Mateja Šušteršič Dimic

## T
Ive Tabar? - D. D. Tepeš - Aphra Tesla - Ana Tomažič - Irena Tomažin - Tomaž Tomažin - Neja Tomšič - Taja Topolovec - Iva Tratnik - Polona Tratnik - Nataša Trtnik

## V
Aleksandra Vajd - Petra Varl - (Marija Vauda) - Aleš Vaupotič - Noemi Veberič Levovnik - Tanja Verlak - Urša Vidic - Miha Vipotnik - Jara Vogrič - Matej Andraž Vogrinčič - Sašo Vrabič - Tao Grega Vrhovec Sambolec  - Tanja Vujinović-Marko Vivoda

## W
Wang Huiqin - Valerie Wolf Gang

## Z
Jasmina Založnik - Andrej Zdravič? - Dušan Zidar ("Spiro Mason") - Brane Zorman -  Neja Zorzut - Metka Zupanič - Roberta Zabradovič - Metka Zupančič (1977)

## Ž
Mina Žabnikar ("Mina Fina") - Jaka Železnikar - Katja Žerko - Ulla Žibert - Dragan Živadinov - Antonio Živkovič - Nataša Živković - Sanja Žmavc - Alvina Žuraj - Rebeka Žvagen? -  Janja Žvegelj -